# .pe
Pour les articles homonymes, voir PE.
.pe est le domaine de premier niveau national (country code top level domain : ccTLD) réservé au Pérou.